# Yōsuke Matsumoto
Yōsuke Matsumoto (japanisch 松本 陽介 Matsumoto Yōsuke; * 27. März 1990 in Kikugawa) ist ein ehemaliger japanischer Fußballspieler.

## Karriere
Matsumoto erlernte das Fußballspielen in der Schulmannschaft der Shimizu Commercial High School und der Universitätsmannschaft der Senshū-Universität. Seinen ersten Vertrag unterschrieb er 2012 bei Amitie SC. 2013 wechselte er zum Zweitligisten Giravanz Kitakyushu. Für den Verein absolvierte er 12 Ligaspiele. Ende 2013 beendete er seine Karriere als Fußballspieler.